# Muñoz de Domingo Arenas
Muñoz de Domingo Arenas es una localidad del estado mexicano de Tlaxcala. Es cabecera del municipio de Muñoz de Domingo Arenas.

## Demografía
| Censo | Población |
| ----- | --------- |
| 1921  | 162       |
| 1930  | 616       |
| 1940  | 725       |
| 1950  | 1053      |
| 1960  | 998       |
| 1970  | 939       |
| 1980  | 1104      |
| 1990  | 1373      |
| 1995  | 1549      |
| 2000  | 1704      |
| 2005  | 1880      |
| 2010  | 2034      |
| 2020  | 2477      |